# Lou Frizzell
Lou Frizzell est un acteur américain, né le 10 juin 1920 dans le Missouri, mort le 17 juin 1979 à Los Angeles (Californie).

## Filmographie
- 1968 : L'Homme sauvage (The Stalking Moon) : Stationmaster
- 1969 : Willie Boy (Tell Them Willie Boy Is Here) : Whitewater station agent
- 1969 : Reivers (The Reivers) : Doyle
- 1970 : Halls of Anger : Phil Stewart
- 1970 : The Andersonville Trial (en) (TV) : Jasper Culver
- 1971 : Untold Damage (TV)
- 1971 : L'Homme de la loi (Lawman) de Michael Winner : Cobden
- 1971 : Un été 42 (Summer of '42) : Druggist
- 1971 : Duel (téléfilm|TV-film) : Le chauffeur du bus scolaire
- 1972 : Banacek (TV) : Denny
- 1972 : L'Autre (The Other) : Uncle George
- 1972 : Les Rues de San Francisco (TV) : Lou
- 1972 : Requiem pour des gangsters (Hickey & Boggs) : Lawyer
- 1972 : Footsteps (TV) : Meat Inspector
- 1972 : Rage : J.T. 'Spike' Boynton (veterinarian)
- 1973 : Runaway (TV) : Brakeman
- 1973 : Letters from Three Lovers (en) (TV) : Eddie
- 1973 : Money to Burn (TV) : Guard Sergeant
- 1974 : S.O.S. hélico ("Chopper One") (série télévisée) : Mitch
- 1974 : Manhunter (TV) : Scofield
- 1974 : The Man from Independence : Quilling
- 1974 : House of Evil (TV)
- 1974 : Our Time : Dr Freeman
- 1974 : The Nickel Ride : Paulie
- 1974 : The New Land (série télévisée) : Murdock
- 1974 : The Crazy World of Julius Vrooder : Fowler
- 1974 : Spéciale première (The Front Page) : Endicott
- 1975 : Échec à l'organisation (TV) : Arthur Peabody
- 1975 : Returning Home (TV) : Butch Cavendish
- 1976 : Farewell to Manzanar (TV) : Lou Frizzell
- 1977 : Forever Fernwood (série télévisée) : Nat Dearden
- 1977 : Lucan (TV) : Casey
- 1978 : Ruby and Oswald (TV) : Captain J. Will Fritz
- 1978 : Capricorn One : Horace Gruning
- 1978 : Colorado ("Centennial") (feuilleton TV) : M.. Norris (chapter 10)
- 1978 : Barghast : Les chiens de l'enfer (en) (Devil Dog: The Hound of Hell) (TV) : George
- 1978 : Steel Cowboy (TV) : Arky